# Symmoca nigromaculella
Symmoca nigromaculella is een vlinder uit de familie van de dominomotten (Autostichidae). De wetenschappelijke naam werd voor het eerst geldig gepubliceerd in 1875 door Émile Louis Ragonot.
Deze vlinder komt voor in Europa.

## Synoniemen
- Symmoca singevergella Amsel, 1959[1]